# Siergiej Diudiajew
Siergiej Wasiljewicz Diudiajew (ros. Сергей Васильевич Дюдяев; ur. 25 stycznia 1962) – radziecki zapaśnik walczący w stylu klasycznym. 

## Kariera sportowa
Złoty medalista mistrzostw świata w 1986. Mistrz Europy w 1986; drugi w 1983. Pierwszy w Pucharze Świata w 1983 i 1985. Mistrz ZSRR w 1985; drugi w 1982 roku.